# Gelotia
Gelotia is een geslacht van spinnen uit de familie springspinnen (Salticidae).

## Soorten
De volgende soorten zijn bij het geslacht ingedeeld:
- Gelotia argenteolimbata (Simon, 1900)
- Gelotia bimaculata Thorell, 1890
- Gelotia frenata Thorell, 1890
- Gelotia lanka Wijesinghe, 1991
- Gelotia robusta Wanless, 1984
- Gelotia salax (Thorell, 1877)
- Gelotia syringopalpis Wanless, 1984